# Julio Eduardo Hernández
Julio Eduardo Hernández Fuentes (Santiago de María; 31 de enero de 1958) es un portero de fútbol retirado de El Salvador.

## Trayectoria
Apodado "Guayo", jugó en los clubes salvadoreños Alianza FC, CD Santiagueño, con quien ganó la Primera División en 1979-80 y ADET.

## Selección nacional
Representó a la selección de El Salvador en 5 encuentros de la exitosa clasificación para la Copa Mundial de 1982.
Estuvo en la convocatoria de dicho Mundial. Durante el Mundial organizado en España, fue suplente y no disputó ningún partido.

### Participaciones en Copas del Mundo
| Mundial                        | Sede   | Resultado    |
| ------------------------------ | ------ | ------------ |
| Copa Mundial de Fútbol de 1982 | España | Primera fase |

## Clubes
| Club        | País        | Año       |
| ----------- | ----------- | --------- |
| Alianza     | El Salvador | 1976-1977 |
| Santiagueño | El Salvador | 1977-1983 |
| ADET        | El Salvador | 1983-1985 |

## Palmarés

### Títulos nacionales
| Título           | Equipo      | País        | Año     |
| ---------------- | ----------- | ----------- | ------- |
| Primera División | Santiagueño | El Salvador | 1979-80 |